# C3H8O6S2
化学式C3H8O6S2（摩尔质量：204.21 g/mol）可能指：
- 1,3-丙二磺酸（英语：1,3-Propanedisulfonic acid），CAS号：21668-77-9
- 甲二磺酸二甲酯，CAS号：22063-28-1